# Catatemnus togoensis
Catatemnus togoensis är en spindeldjursart som först beskrevs av Edvard Ellingsen 1910.  Catatemnus togoensis ingår i släktet Catatemnus och familjen Atemnidae. Inga underarter finns listade i Catalogue of Life.